# Baquates

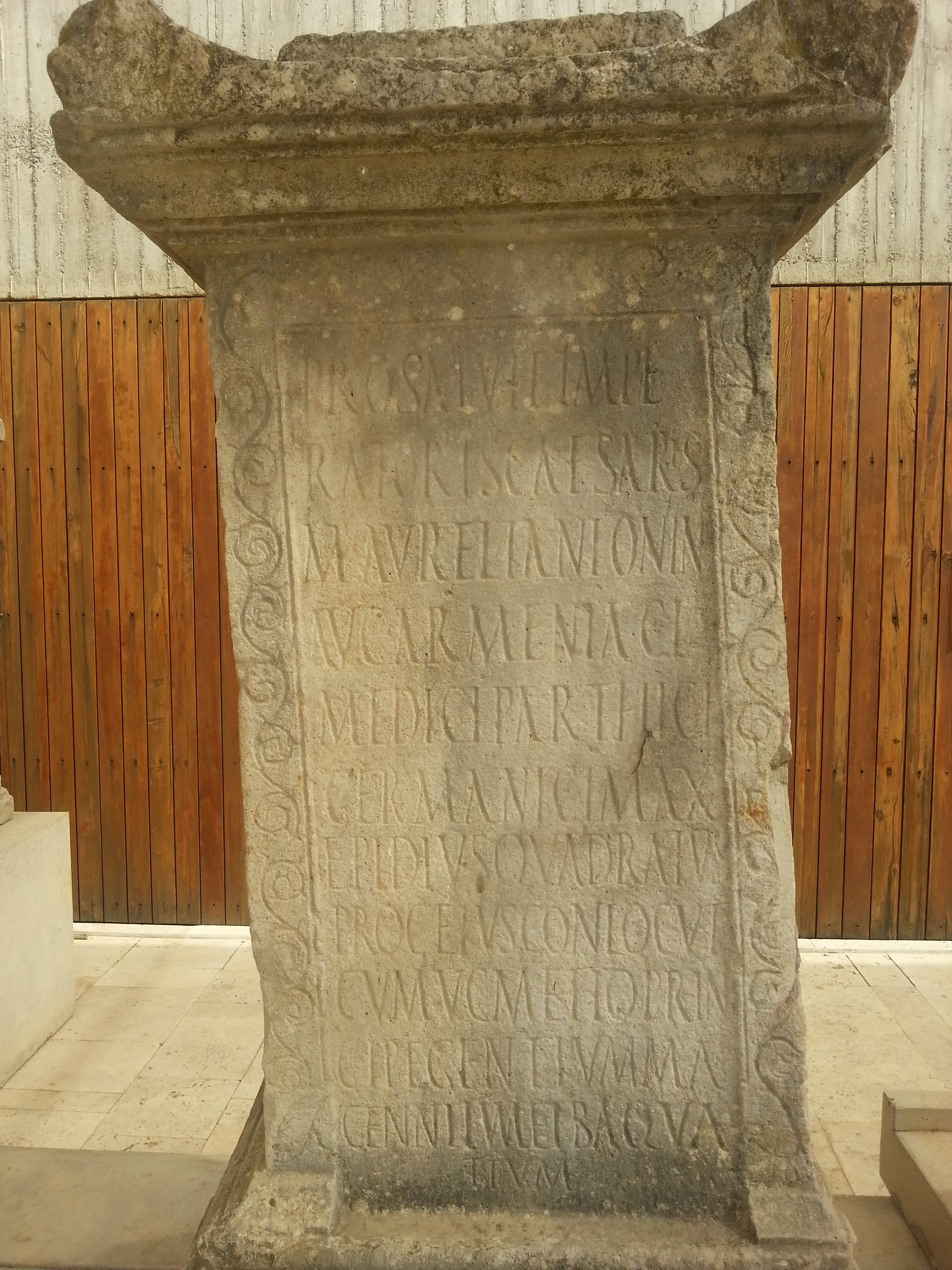
Altar que mostra un tractat de pau signat entre els romans i la tribu dels baquates, representats pel príncep Canartha.

Els baquates (llatí: Baquates; grec antic: Βακουᾶται) van ser un poble amazic important de la Mauritània Tingitana que comença a aparèixer a les fonts durant l'Imperi i s'endinsa al llarg de tota l'antiguitat tardana. Habitaven la part nord de l'Atles Mitjà, entre els macenites i els bavares, dels quals el separava el riu Malva (actual Mulucha). Volúbilis podria haver estat la seva capital.
La primera font que els esmenta és el geògraf Claudi Ptolemeu al segle ii, i llavors apareixen consistentment en tractats i llistes de geografia tardanes (segle iii-segle vii). A més, estan força ben testimoniats en l'epigrafia de Volubilis i el seu rerepaís, principalment dels temps d'Hadrià fins a final del segle iii. Hom els ha volgut identificar amb els berghuata de les fonts àrabs, però sembla més raonable que es tracti dels bacoia.